# Pont des Pèlerins (Saint-Chély-d'Aubrac)
Le pont des Pèlerins est un pont du Moyen Âge, franchissant la Boralde à Saint-Chély-d'Aubrac, dans l'Aveyron. Le pont est situé sur la via Podiensis, route du pèlerinage de Saint-Jacques-de-Compostelle, et à ce titre est un site classé au patrimoine mondial de l'Humanité par l'UNESCO. Il est également inscrit monument historique depuis le 10 août 2005.
Sur le parapet de ce pont se trouve une croix de chemin, à la base de laquelle un bas-relief représente un pèlerin portant sa cape et son bâton.

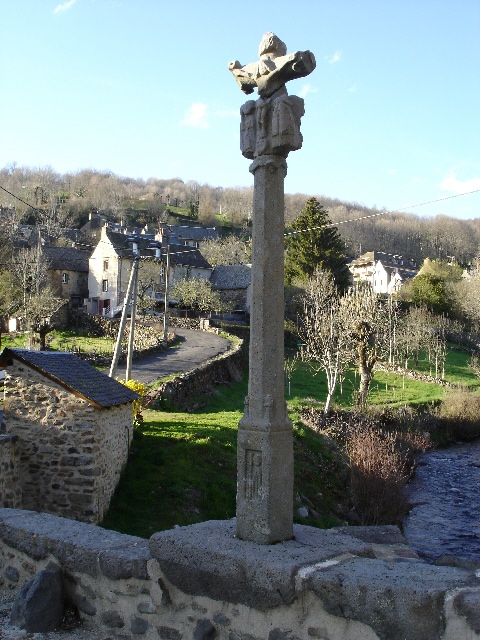
Le pont et la croix restaurés
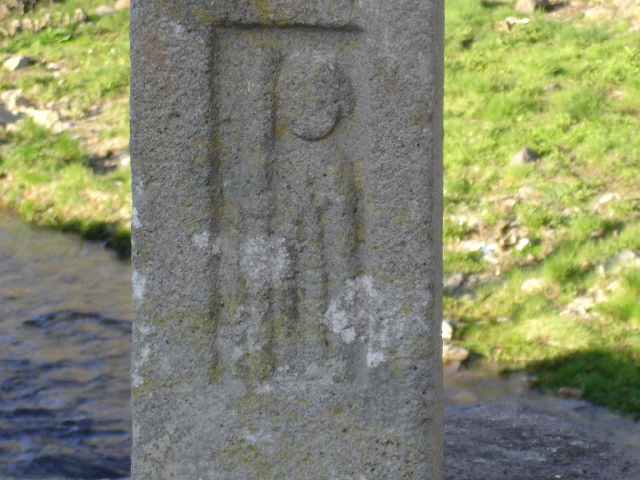
Son bas-relief représentant un pèlerin